# Cylichnidae
Famille
Synonymes
- famille Tornatinidae P. Fischer, 1883
- sous-famille Semiretusinae Chaban, 2016
- sous-famille Toledoniinae Warén, 1989

Les Cylichnidae sont une famille de mollusques gastéropodes, de l'ordre des Cephalaspidea.

## Liste des genres
Selon World Register of Marine Species (6 février 2018) :
- genre Adamnestia Iredale, 1936
- genre Bogasonia Warén, 1989
- genre Cylichna Lovén, 1846
- genre Cylichnania Marwick, 1931 †
- genre Cylichnella Gabb, 1873
- genre Cylichnoides Minichev, 1977
- genre Decorifer Iredale, 1937
- genre Mamillocylichna Nordsieck, 1972
- genre Paracteocina Minichev, 1966
- genre Semiretusa Thiele, 1925
- genre Sphaerocylichna Thiele, 1925
- genre Toledonia Dall, 1902
- genre Truncacteocina Kuroda & Habe, 1955